# Barbare Kipiani
Barbare Kipiani (en georgiano ბარბარე ყიფიანი) (Kutaisi, 4 de febrero de 1879 - Bruselas, 1965) fue una científica georgiana considerada la primera mujer erudita del país. Estudió medicina en Bruselas y se dedicó a la psicofisiología realizando importantes trabajos sobre fisiología y patología infantil. En 1910 fundó la sección georgiana de historia y etnografía en el Museo Internacional de Bruselas.

## Biografía
Barbare nació en 1879 en Kutaisi, capital de la región occidental de Imericia, Georgia , en el seno de una familia aristocrática. Era nieta del príncipe Dimitri Kipiani, un estadista, publicista, escritor, traductor y líder de la nobleza liberal de Georgia e hija de Nikoloz Kipiani. Su madre fue Anastasia Eristavi  Creció en la casa de su abuelo Dimitri en Kvishxeti pero tras el asesinato de éste, se trasladó con su familia a Europa. 
Graduada con honores en la St. Nino's School de Tiflis en 1899, se trasladó a Bélgica con su padre quien había viajado a Europa para recibir tratamiento por cuestiones de salud. En 1902 inició estudios de medicina en la Facultad de Medicina de la Universidad de Bruselas. Realizó lecturas en georgiano y ruso. En 1904 se realizó la sexta Conferencia Internacional de Fisiología en Bruselas y destacó por su intervención.  El georgiano Revaz Gabashvili impresionado por su intervención escribió en el periódico "Tsnobis Furtseli" sobre ella: "La profesora Jotiko, una mujer polaca que invitó a Barbare Kipiani a su laboratorio ayudó a Barbere en su carrera como científica pagando su matrícula cuando fue expulsada de la universidad por falta de pago. Nuestra sociedad debe saber que la nieta del  fundador del Royal Bank, Dimitri Kipiani, está siendo apoyada por los extranjeros, mientras que los representantes de la nobleza local incluso se negaron a otorgarle la beca ".
En 1908 asumió la secretaría científica de la publicación "Revue Psychology" de la Universidad de Bruselas y dictó conferencias en Bruselas, París  y Bruselas.
Durante años trabajó en la Universidad de Bruselas y escribió en georgiano, ruso y francés. 

### Fundadora de la sección georgiana en el Museo Internacional de Bruselas
Además de su contribución a la ciencia dedicó su vida a localizar piezas de arte georgiano dispersas por Europa y en 1910 fundó la sección georgiana de historia y etnografía en el Museo Internacional de Bruselas. En el Centro Nacional de Manuscritos de Georgia se conserva la carta de Barbare Kipiani en francés y en lenguas georgianas, en la que insta a la sociedad georgiana a participar en la creación de una exposición en el museo.
"Esta es la primera vez que Georgia tiene la oportunidad de mostrar a Europa nuestros logros tanto en educación como en tecnología. Les pedimos que nos ayuden con libros, gráficos, fotos y otros artículos. Esperamos que nuestra sociedad nos ayude a reconstruir esta nueva institución ", escribió Barbare en su carta.
Después de algún tiempo, Barbare regresó a su tierra natal. Enseñó francés en el Georgien Noblemen Gymnasium de Tiflis, trabajó como asistente de Akaki Shanidze, prominente lingüista georgiana, filóloga y fue miembro de la Unión de Artistas de Georgia, pero en 1921, cuando Rusia volvió a ocupar Georgia, se vio obligada a regresar a Bruselas.
Al comienzo de la Segunda Guerra Mundial, en 1940, como custodiadora del legado de la princesa Salome Dadiani contactó con el monje católico georgiano Mikheil Tarkhnishvili reunió y guardó todos los artículos importantes descubiertos por Barbare. 
La erudita georgiana falleció en 1965 a la edad de 85 años y fue enterrada en Bruselas.